# Damernas poänglopp i bancykling vid olympiska sommarspelen 2008
Damernas poänglopp i bancykling vid olympiska sommarspelen 2008 ägde rum den 18 augusti i Laoshan Velodrome.
Detta bancykelformat består av ett enda lopp. Loppet är 40 kilometer långt, vilket motsvarar 160 varv. Den cyklist som i slutet av loppet fått först poäng vinner. Det finns två sätt att ta poäng på; det första sättet är att varva gruppen. Varje gång en cyklist tar ett helt varv på klungan, får han 20 poäng. Om en cyklist tappar ett helt varv till klungan, förlorar han å andra sidan 20 poäng. Det andra sättet att ta poäng på är att ta poäng i spurterna som kommer vart tionde varv. De första cyklisterna får poäng i fallande ordning. Ettan får 5 poäng, tvåan 3 poäng, tvåan 2 poäng och fyran 1 poäng.

## Medaljörer
| Event               | Guld                       | Silver               | Brons                   |
| Herrarnas poänglopp | Marianne Vos Nederländerna | Yoanka González Kuba | Leire Olaberría Spanien |

## Resultat
| Placering | Namn                       | Sprint- poäng | Extra- varv | Totala poäng |
| --------- | -------------------------- | ------------- | ----------- | ------------ |
|           | Marianne Vos (NED)         | 10            | 1           | 30           |
|           | Yoanka González (CUB)      | 18            | 0           | 18           |
|           | Leire Olaberria (ESP)      | 13            | 0           | 13           |
| 4         | María Luisa Calle (COL)    | 13            | 0           | 13           |
| 5         | Lesja Kalitovska (UKR)     | 10            | 0           | 10           |
| 6         | Katherine Bates (AUS)      | 10            | 0           | 10           |
| 7         | Pascale Jeuland (FRA)      | 8             | 0           | 8            |
| 8         | Olga Slyusareva (RUS)      | 8             | 0           | 8            |
| 9         | Gina Grain (CAN)           | 6             | 0           | 6            |
| 10        | Li Yan (CHN)               | 6             | 0           | 6            |
| 11        | Rebecca Romero (GBR)       | 3             | 0           | 3            |
| 12        | Svetlana Pauliukaite (LTU) | 2             | 0           | 2            |
| 13        | Lada Kozlíková (CZE)       | 2             | 0           | 2            |
| 14        | Vera Carrara (ITA)         | 1             | 0           | 1            |
| 15        | Wan Yiu Wong (HKG)         | 0             | 0           | 0            |
| 16        | Evelyn García (ESA)        | 0             | 0           | 0            |
| 17        | Catherine Cheatley (NZL)   | 0             | 0           | 0            |
| 18        | Trine Schmidt (DEN)        | 0             | 0           | 0            |
| 19        | Lee Min-Hye (KOR)          | 0             | -2          | -40          |
|           | Sarah Hammer (USA)         |               |             | DNF          |
|           | Satomi Wadami (JPN)        |               |             | DNF          |
|           | Verena Jooss (GER)         |               | -1          | DNF          |